# مطار هاربن الدولي
مطار هاربين الدولي (بالإنجليزية: Harbin Taiping International Airport)‏ (إياتا: HRB، إيكاو: ZYHB) يقع في مدينة هاربين في جمهورية الصين الشعبية. صنف مطار هاربين الدولي في المرتبة الثالثة والعشرون في الصين من حيث عدد الركاب عام 2011 وفقًا لإدارة الطيران المدني في الصين، حيث تعامل مع 7,841,521 راكب، وبلغ إجمالي حركة الطائرات (القادمة والمغادرة) 62,520 طائرة وقد بلغت كمية البضائع المنقولة عبر المطار 76,491 طن.

## شركات الطيران والوجهات
| شركـات طيـران            | الوجهات |
| ------------------------ | --- |
| 9 Air                    | Ezhou، مطار قوانغتشو باييون الدولي، مطار قوييانغ لونغدونغابو الدولي، مطار هايكو ميلان الدولي، مطار نانجينغ الدولي، مطار شينتشو وتايشهان، مطار تشنغتشو الدولي |
| إيروفلوت                 | Irkutsk |
| طيران الصين              | مطار بكين العاصمة الدولي، مطار بكين داشينغ الدولي، مطار تشنغدو شوانغليو الدولي، مطار تشنغدو تيانفو الدولي، مطار تشونغتشينغ جيانغبى الدولي، مطار دونغينغ شنغلي، مطار فويوان، مطار هانغتشو شياوشان الدولي، مطار جيانسانينغ، مطار كونمينغ جانغشوي الدولي، مطار شانغهاي بودنغ الدولي، مطار تيانجين الدولي، مطار يهاي داسهويبو، مطار ووهان تيانهي الدولي |
| Air Guilin               | مطار قويلين يانغ جيانغ الدولي، Wuhu |
| خطوط آسيانا الجوية       | مطار إنتشون الدولي |
| خطوط العاصمة بكين الجوية | مطار تشانغشا هوانغوا الدولي، مطار هايكو ميلان الدولي، مطار هانغتشو شياوشان الدولي، مطار نانجينغ الدولي، مطار غينغادو جياودونغ الدولي، مطار سانيا فينيكس الدولي، مطار شيجياتشوانغ تشنغدينغ الدولي |
| Chengdu Airlines         | مطار تشنغدو تيانفو الدولي، مطار قوييانغ لونغدونغابو الدولي، مطار حيفي شينكياو الدولي، مطار خيخي أيهوي، مطار داكسينجانلينج أورقين، مطار جينان الدولي، مطار مانزهولوي شيجياو، مطار موخه جوليان، Vladivostok (تستأنف 21 يوليو 2023)، مطار يهاي داسهويبو، مطار واداليانتشي، مطار شينينغ الدولي، مطار ينتشوان هيدونج الدولي |
| خطوط شرق الصين الجوية    | مطار بكين داشينغ الدولي، مطار داليان تشوشويزي الدولي، مطار فوتشو تشانغله الدولي، مطار قوانغتشو باييون الدولي، مطار حيفي شينكياو الدولي، مطار خيخي أيهوي، مطار داكسينجانلينج أورقين، مطار جينان الدولي، مطار كونمينغ جانغشوي الدولي، مطار نانتشانغ تشانغبى الدولي، مطار نانجينغ الدولي، مطار نينغبو ليش الدولي، مطار اوردوس إيجين هورو، مطار غينغادو جياودونغ الدولي، مطار شانغهاي هونغكياو الدولي، مطار شانغهاي بودنغ الدولي، مطار شيانغراو سانغينغشان، مطار تيانجين الدولي، مطار يهاي داسهويبو، مطار سنن شوفانغ الدولي، مطار شيان شيانيانغ الدولي، مطار يانتاي بينجلاي الدولي، مطار ينتشوان هيدونج الدولي، Yingkou، مطار يولين يو يانغ، مطار تشوهاى جينوان |
| طيران الصين اكسبرس       | مطار أركسان يبرشي، مطار جينغدي، مطار شيان شيانيانغ الدولي |
| خطوط جنوب الصين الجوية   | مطار بكين داشينغ الدولي، مطار تشانغشا هوانغوا الدولي، مطار تشنغدو شوانغليو الدولي، مطار تشونغتشينغ جيانغبى الدولي، مطار قوانغتشو باييون الدولي، مطار قويلين يانغ جيانغ الدولي، مطار قوييانغ لونغدونغابو الدولي، مطار هايكو ميلان الدولي، مطار هانغتشو شياوشان الدولي، مطار حيفي شينكياو الدولي، مطار خيخي أيهوي، مطار جيجو الدولي، مطار جيانسانينغ، مطار جييانغ شاوشان، مطار جينان الدولي، مطار كونمينغ جانغشوي الدولي، مطار موخه جوليان، مطار تشوبو سنتراير الدولي، مطار نانجينغ الدولي، مطار نانينغ وشو الدولي، Niigata، مطار كانساي الدولي، مطار غينغادو جياودونغ الدولي، مطار ريتشاو، مطار سانيا فينيكس الدولي، مطار إنتشون الدولي، مطار شانغهاي بودنغ الدولي، مطار شينزين باوان الدولي، مطار تايوان تاويوان الدولي، مطار ناريتا الدولي، مطار أورومتشي الدولي، مطار ووهان تيانهي الدولي، مطار شيامن قاوتشي الدولي، مطار شيان شيانيانغ الدولي، مطار شينتشو وتايشهان، مطار يانتاي بينجلاي الدولي، مطار ينتشوان هيدونج الدولي، مطار تشانغجياجيه هيهوا، مطار تشنغتشو الدولي، مطار تشوهاى جينوان |
| China United Airlines    | مطار بكين داشينغ الدولي، مطار شيجياتشوانغ تشنغدينغ الدولي، مطار واداليانتشي، Yingkou |
| Chongqing Airlines       | مطار تشونغتشينغ جيانغبى الدولي، مطار غينغادو جياودونغ الدولي |
| Donghai Airlines         | مطار هايكو ميلان الدولي، مطار لينفين ياودو، مطار شينزين باوان الدولي |
| إيفا للطيران             | مطار تايوان تاويوان الدولي |
| Fuzhou Airlines          | مطار أنقينج تيانزهوشان، مطار باوتو يرليبان، مطار فوتشو تشانغله الدولي، مطار قانتشو هوانتشين، مطار قويلين يانغ جيانغ الدولي، مطار هايكو ميلان الدولي، مطار هايلار دونغشان، مطار هوهوت بايتا الدولي، مطار لويانغ الدولي، مطار سانيا فينيكس الدولي، مطار شيامن قاوتشي الدولي، مطار شيان شيانيانغ الدولي، مطار ييتشانغ سانشيا، مطار تشوشان بوتوشان، مطار زوني شينزهو |
| Grand China Air          | مطار بكين العاصمة الدولي، مطار تشانغشا هوانغوا الدولي |
| طيران جي إكس             | مطار تشنغتشو الدولي |
| خطوط هاينان الجوية       | مطار بكين العاصمة الدولي، مطار تشونغتشينغ جيانغبى الدولي، مطار قوانغتشو باييون الدولي، مطار هايكو ميلان الدولي، مطار هانغتشو شياوشان الدولي، مطار حيفي شينكياو الدولي، مطار هوهوت بايتا الدولي، مطار جينان الدولي، Khabarovsk، مطار نانجينغ الدولي، مطار غينغادو جياودونغ الدولي، مطار سانيا فينيكس الدولي، مطار شينزين باوان الدولي، مطار تانغشان سانوهي، مطار تيانجين الدولي، مطار تونغلياو، مطار شيامن قاوتشي الدولي، مطار سوزهو جوانين، مطار يانتاي بينجلاي الدولي |
| Hunnu Air                | مطار جنكيز خان الدولي الجديد |
| IrAero                   | Irkutsk |
| Jeju Air                 | مطار إنتشون الدولي |
| Jiangxi Air              | مطار لويانغ الدولي، مطار نانتشانغ تشانغبى الدولي، مطار تشنغتشو الدولي |
| Joy Air                  | مطار فوتشنغ بيهاي، مطار تشانغبايشان، مطار تشانغشا هوانغوا الدولي، مطار داكسينجانلينج أورقين، مطار جييانغ شاوشان، مطار جيشي شينغايهو، مطار شيان شيانيانغ الدولي، Zhanjiang، مطار تشنغتشو الدولي |
| خطوط جونياو الجوية       | مطار هانغتشو شياوشان الدولي، مطار هوايان ليانشوي، مطار هويزهو بينجتان، مطار نانجينغ الدولي، مطار كانساي الدولي، مطار شانغهاي بودنغ الدولي، مطار سنن شوفانغ الدولي، مطار نانيانغ يانتشنغ |
| Kunming Airlines         | مطار تشنغدو تيانفو الدولي، مطار جينان الدولي، مطار كونمينغ جانغشوي الدولي |
| LJ Air                   | مطار فوتشنغ بيهاي، مطار تشانغتشو بيننو، مطار تشونغتشينغ جيانغبى الدولي، مطار حيفي شينكياو الدولي، مطار نينغبو ليش الدولي، مطار غينغادو جياودونغ الدولي، مطار شينزين باوان الدولي، مطار شينينغ الدولي، مطار شيشوانغباننا غاسا، مطار يانغزهو تايزهو، مطار يبين واليانجي، مطار ينتشوان هيدونج الدولي، مطار ييوو، مطار تشوهاى جينوان |
| طيران لونج               | مطار تشانغبايشان، مطار تشنغدو تيانفو الدولي، مطار هايكو ميلان الدولي، مطار هانغتشو شياوشان الدولي، Heze، مطار جينان الدولي، مطار ليني شوبولينغ، مطار سانيا فينيكس الدولي، مطار تاييوان وسو الدولي، مطار ونزهو يونجقيانج الدولي، مطار شيان شيانيانغ الدولي، مطار شانغينغ ليوجي، مطار سوزهو جوانين، مطار يانجي تشاويانغتشوان، مطار تشوهاى جينوان |
| خطوط لاكي الجوية         | مطار خليج جينغتشو، مطار كونمينغ جانغشوي الدولي، مطار شيجياتشوانغ تشنغدينغ الدولي |
| خطوط طيران أوكاي         | مطار تشانغشا هوانغوا الدولي، مطار هانغتشو شياوشان الدولي، مطار سانيا فينيكس الدولي، مطار تيانجين الدولي، مطار يانتاي بينجلاي الدولي |
| Qingdao Airlines         | مطار فوتشو تشانغله الدولي، مطار هايلار دونغشان، مطار هوايان ليانشوي، مطار غينغادو جياودونغ الدولي، مطار جينجيانغ تشيوانتشو، مطار يفانغ نانيوان، مطار يهاي داسهويبو، مطار يانتاي بينجلاي الدولي |
| Ruili Airlines           | مطار تشنغدو شوانغليو الدولي، مطار داتونغ يونغانغ، مطار جينان الدولي، مطار كونمينغ جانغشوي الدولي، مطار نانيانغ جيانغ يينغ، مطار تشينغيانغ، مطار غينهوانغادو بيداهي، مطار ووهان تيانهي الدولي |
| خطوط شاندونغ الجوية      | مطار تشونغتشينغ جيانغبى الدولي، مطار داتونغ يونغانغ، مطار قوييانغ لونغدونغابو الدولي، مطار جينان الدولي، مطار نانينغ وشو الدولي، مطار غينغادو جياودونغ الدولي، مطار شانغهاي بودنغ الدولي، مطار يشان، مطار شيامن قاوتشي الدولي، مطار يانتاي بينجلاي الدولي |
| خطوط شانغهاي الجوية      | مطار جينينغ كوفو، مطار شانغهاي بودنغ الدولي، مطار تونغلياو، مطار ونزهو يونجقيانج الدولي، مطار يانتاي بينجلاي الدولي |
| خطوط شينزين الجوية       | مطار تشانغتشو بيننو، مطار قوانغتشو باييون الدولي، مطار قوييانغ لونغدونغابو الدولي، مطار هايكو ميلان الدولي، مطار ليني شوبولينغ، مطار نانتشانغ تشانغبى الدولي، مطار نانجينغ الدولي، مطار نانتونغ شينغ دونغ، مطار نينغبو ليش الدولي، مطار سانيا فينيكس الدولي، مطار شينزين باوان الدولي، مطار ونزهو يونجقيانج الدولي، مطار شيامن قاوتشي الدولي، مطار يانغزهو تايزهو، مطار يانتاي بينجلاي الدولي، مطار يونتشنغ قوانقونغ، مطار تشنغتشو الدولي |
| خطوط سيتشوان الجوية      | مطار فوتشنغ بيهاي، مطار تشانغشا هوانغوا الدولي، مطار تشانغتشو بيننو، مطار تشنغدو شوانغليو الدولي، مطار تشنغدو تيانفو الدولي، مطار تشونغتشينغ جيانغبى الدولي، مطار فوتشو تشانغله الدولي، مطار قوانغتشو باييون الدولي، مطار قويلين يانغ جيانغ الدولي، مطار قوييانغ لونغدونغابو الدولي، مطار هايكو ميلان الدولي، مطار هايلار دونغشان، مطار هانغتشو شياوشان الدولي، مطار حيفي شينكياو الدولي، مطار جييانغ شاوشان، مطار جينان الدولي، مطار كونمينغ جانغشوي الدولي، مطار لانتشو تشونغ تشوان، مطار ليني شوبولينغ، مطار ميانيانغ نانيجو، مطار نانجينغ الدولي، مطار نانينغ وشو الدولي، مطار سانيا فينيكس الدولي، مطار شانغهاي بودنغ الدولي، مطار تاييوان وسو الدولي، مطار تيانجين الدولي، مطار ونزهو يونجقيانج الدولي، مطار ووهان تيانهي الدولي، مطار شيان شيانيانغ الدولي، مطار شيشوانغباننا غاسا، مطار سوزهو جوانين، مطار يانتاي بينجلاي الدولي، مطار ينتشوان هيدونج الدولي، مطار تشنغتشو الدولي |
| سبرينغ (شركة طيران)      | مطار هوايان ليانشوي، مطار داكسينجانلينج أورقين، مطار جييانغ شاوشان، مطار نانتشانغ تشانغبى الدولي، مطار نينغبو ليش الدولي، مطار شانغهاي بودنغ الدولي، مطار شينزين باوان الدولي، مطار شيجياتشوانغ تشنغدينغ الدولي، مطار تونغهوا، مطار يانغزهو تايزهو |
| Spring Airlines Japan    | مطار ناريتا الدولي |
| خطوط سوبارنا الجوية      | مطار جينان الدولي |
| خطوط تيانجين الجوية      | مطار هوهوت بايتا الدولي، مطار تيانجين الدولي، مطار شيان شيانيانغ الدولي |
| طيران التبت              | مطار تشنغدو شوانغليو الدولي |
| West Air ‏                | مطار تشونغتشينغ جيانغبى الدولي، مطار سوزهو جوانين |
| خطوط زيامن الجوية        | مطار تشانغشا هوانغوا الدولي، مطار تشونغتشينغ جيانغبى الدولي، مطار فوتشو تشانغله الدولي، مطار هايكو ميلان الدولي، مطار هانغتشو شياوشان الدولي، Lianyungang، مطار نانجينغ الدولي، مطار غينغادو جياودونغ الدولي، مطار جينجيانغ تشيوانتشو، مطار شينزين باوان الدولي، مطار تيانجين الدولي، مطار شيامن قاوتشي الدولي، مطار نانيانغ يانتشنغ، مطار يانتاي بينجلاي الدولي، مطار تشنغتشو الدولي، مطار زوني ماوتاي |
| Yakutia Airlines         | Yakutsk |